# Jerzy Józef Baranowski
Jerzy Józef Baranowski (ur. 7 marca 1947 w Garwolinie, zm. 24 grudnia 2010 tamże) – polski inżynier, senator IV kadencji.

## Życiorys
Syn Józefa i Władysławy. Ukończył w 1971 studia na Wydziale Elektrycznym Politechniki Warszawskiej. Do 1995 był pracownikiem Zakładu Energetycznego Warszawa, pracował także przez dziesięć lat jako nauczyciel przedmiotów zawodowych w Zespole Szkół Zawodowych w Garwolinie. W 1995 został dyrektorem rejonu energetycznego. Od 2004 do 2006 zasiadał w zarządzie Wschodniej Grupy Energetycznej.
Był członkiem rad nadzorczych spółek prawa handlowego i ławnikiem w sądzie rejonowym. Należał do Stowarzyszenia Elektryków Polskich.
W 1980 wstąpił do „Solidarności”, w 1989 był jednym z założycieli miejskiego Komitetu Obywatelskiego. W latach 1997–2001 sprawował mandat senatora IV kadencji z ramienia Akcji Wyborczej Solidarność, wybranego w województwie siedleckim. Pracował w Komisji Gospodarki Narodowej oraz Komisji Ochrony Środowiska. Przystąpił do Ruchu Społecznego AWS. Bez powodzenia ubiegał się o reelekcję z ramienia Bloku Senat 2001.
Odznaczony m.in. Srebrnym Krzyżem Zasługi (2002).